# Ville de Grasse
Pour les articles homonymes, voir Grasse (homonymie).
 (décembre 2017).
Si vous disposez d'ouvrages ou d'articles de référence ou si vous connaissez des sites web de qualité traitant du thème abordé ici, merci de compléter l'article en donnant les références utiles à sa vérifiabilité et en les liant à la section « Notes et références ».
Le Ville de Grasse est un des premiers navires commerciaux à vapeur. 
Construit en acier, il était mû par deux roues à aubes. Il a coulé dans la nuit du 15 au 16 décembre 1851 dans la passe entre l'île de Porquerolles et la presqu'île de Giens.

## Histoire
Le Ville de Grasse, lancé en 1848 par les chantiers de la Seyne, est un vapeur propulsé par une chaudière de 70 cv et il jauge 150 tonneaux. Il navigue sur la ligne Marseille-Cannes-Nice sur laquelle il transporte passagers et marchandises. On ne connaît pas la longueur de ce petit paquebot, qui serait d'environ 40 m par comparaison avec ses semblables.
Le naufrage a lieu le 15 novembre 1851, dans la nuit. Le Ville de Grasse quitte Marseille avec 54 passagers. Vers 4 heures du matin le 16 novembre, il est percuté par un autre navire à vapeur : le Ville de Marseille, un autre bateau à roues de la compagnie « André et Abeille ». Les deux navires entrent en collision près du phare du Grand-Ribaud. Le Ville de Grasse est coupé en deux et sombre. Le Ville de Marseille, aussi endommagé, recueille quelques naufragés avant de regagner Marseille, pendant que le Ville de Nantes et le Ville de Bordeaux restent sur place pour secourir les naufragés.

## Épave
La partie principale de l'épave du Ville de Grasse gît à 49 m de profondeur sur un fond sableux. Elle est à moins de 100 m de distance d'une autre épave : le Michel C.
L'épave est très abîmée, il ne reste rien des structures. On peut y voir les deux roues à aubes, sans palettes, bien visibles de part et d'autre de la chaudière. Les deux roues sont encore reliées par l'embiellage.

## Galerie

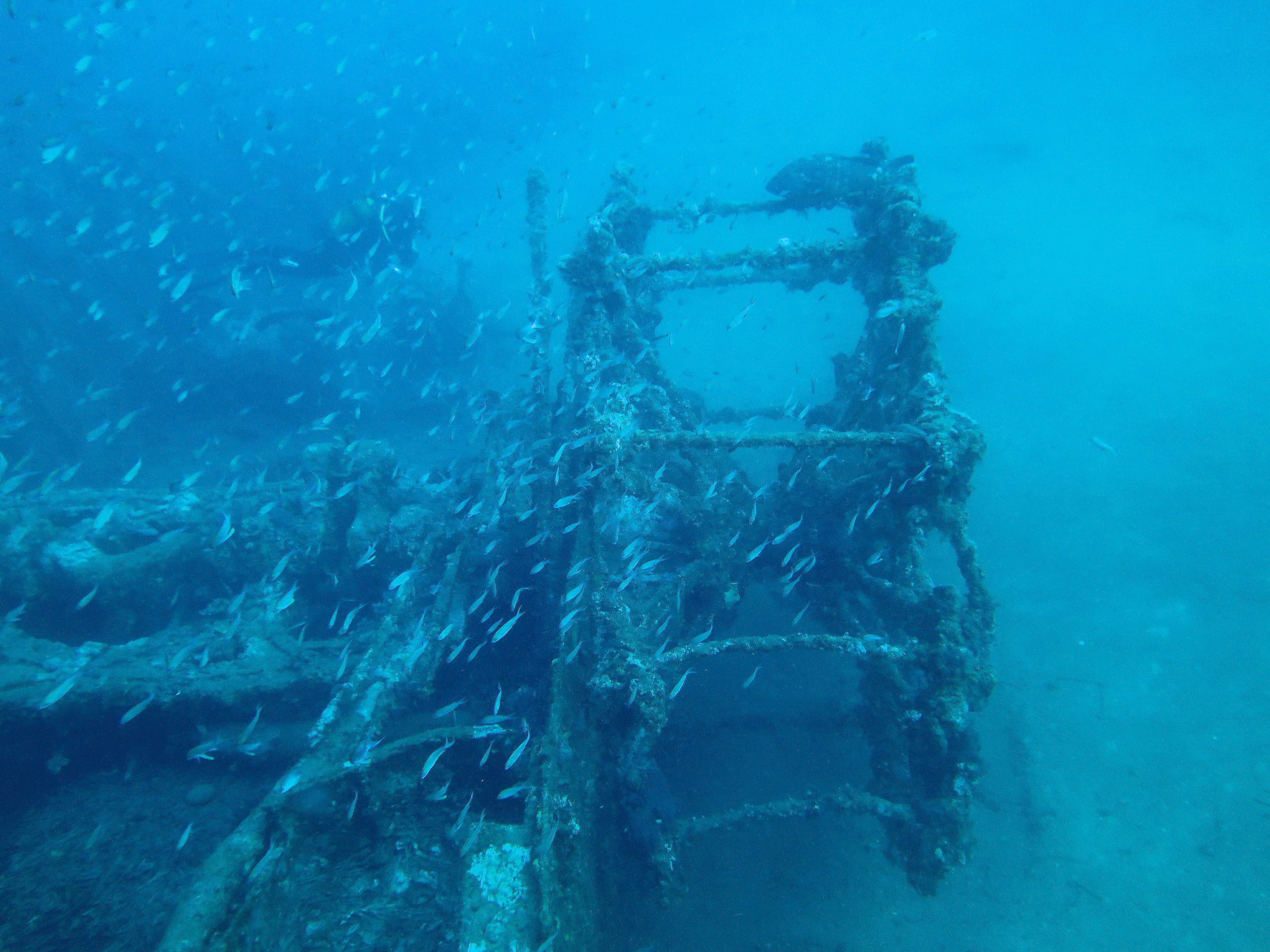
Vue surplombante du Ville de Grasse : chaudière et roue à aubes.
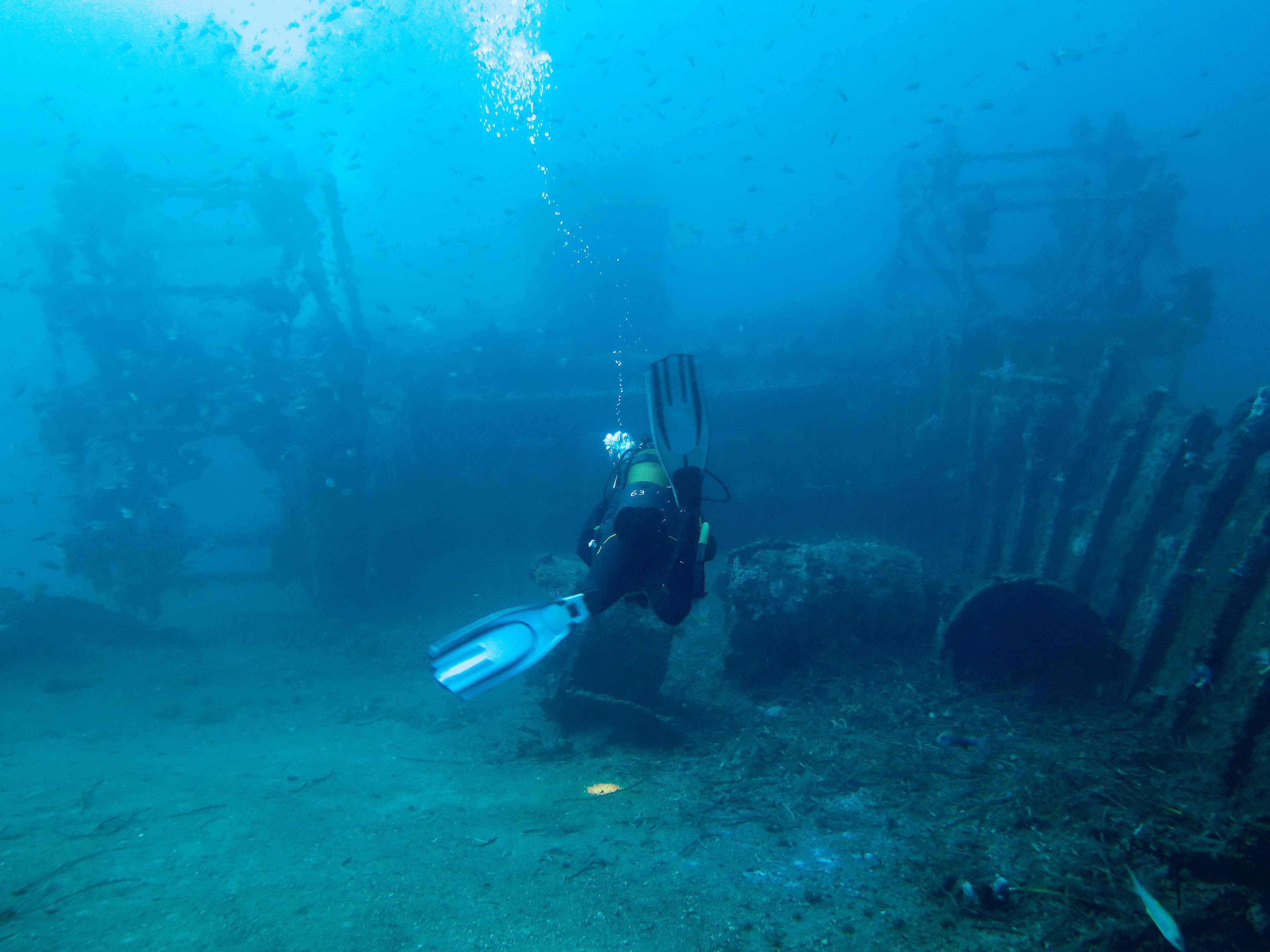
Vue d'ensemble de la partie principale de l'épave du Ville de Grasse.
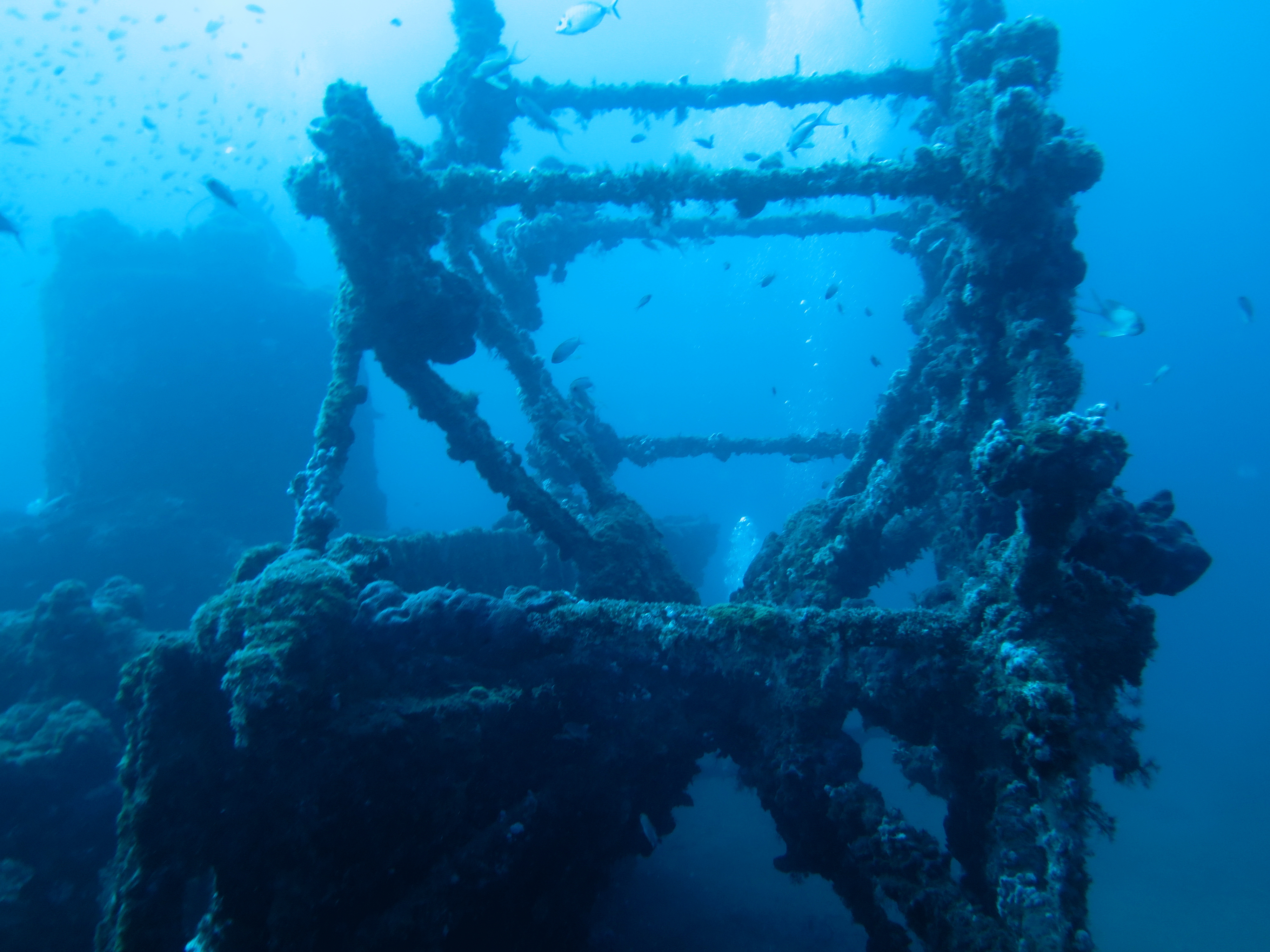
Détail d'une roue à aubes de l'épave du Ville de Grasse.